# Internationale Gesellschaft für Krishna-Bewusstsein

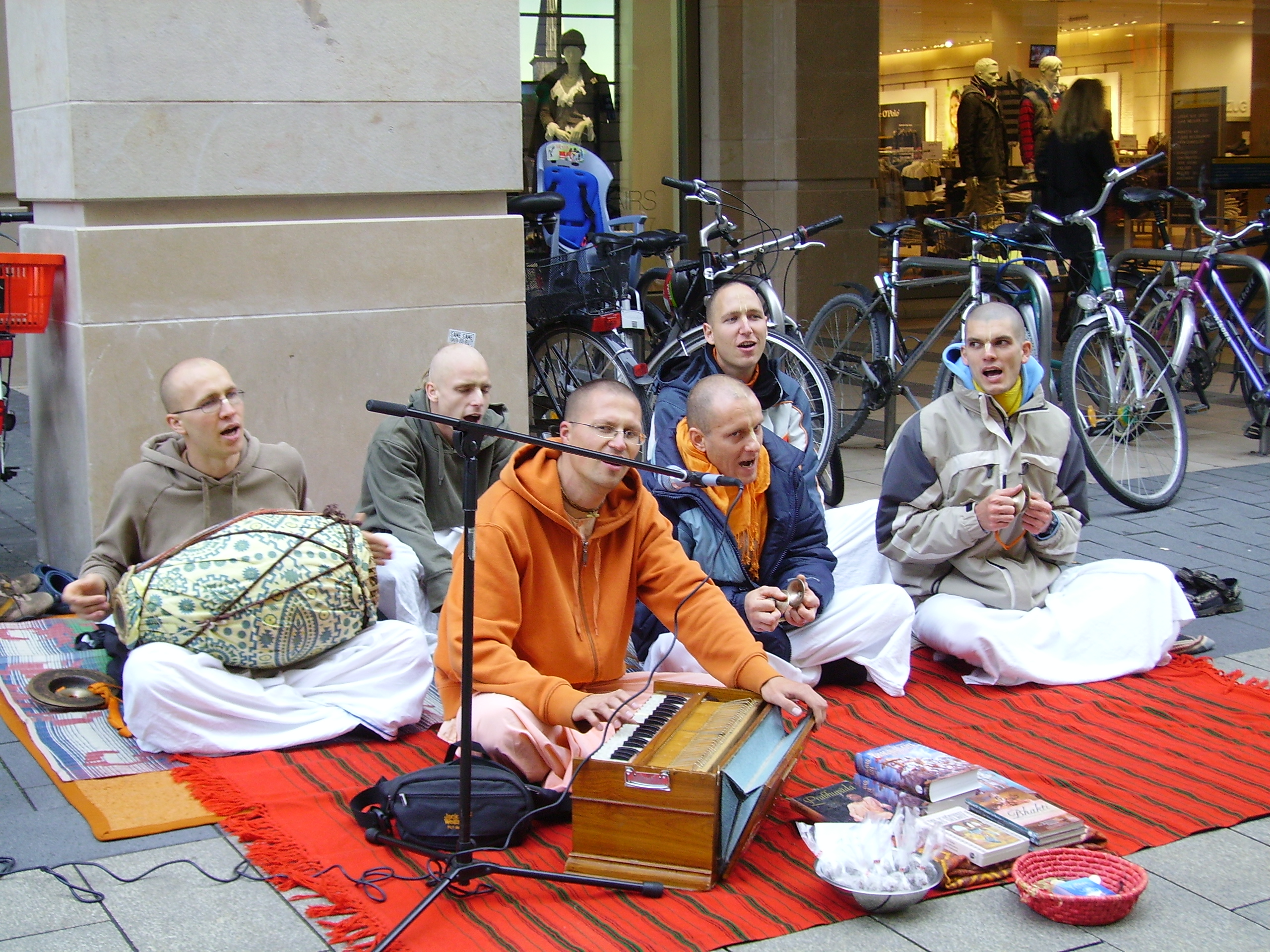
Ordensmitglieder bei einem Harinam in der Leipziger Innenstadt

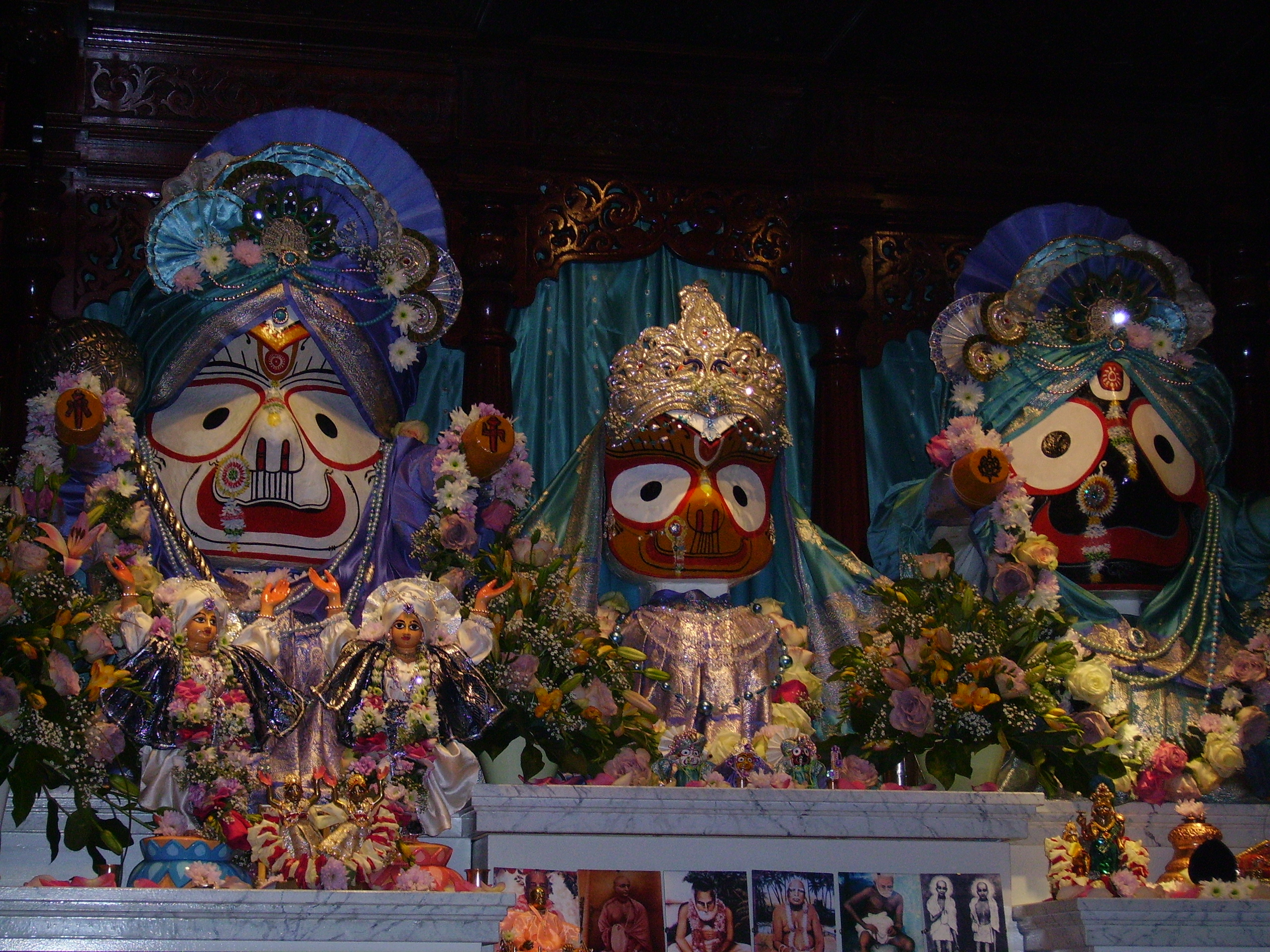
Altar des ISKCON-Tempels in Berlin. Krishna (rechts) ist als Jagannatha dargestellt. Neben ihm stehen seine Schwester Subhadra (Mitte) und sein Bruder Balabhadra (links). Diese Darstellung ist typisch für den Bengalischen Vishnuismus.

Die Internationale Gesellschaft für Krishna-Bewusstsein (abgekürzt ISKCON aus dem englischen Original-Namen International Society for Krishna-Consciousness), im Westen besser bekannt als Hare-Krishna-Bewegung, ist eine 1966 von Abhay Charan Bhaktivedanta Swami Prabhupada gegründete Organisation. Sie will das Krishna-Bewusstsein in den christlich dominierten Ländern verbreiten und gehört zur Brahma-Madhva-Gaudiya-Sampradaya, auch als Gaudiya-Vaishnava-Glaubensschule bekannt. Sie wird verschiedentlich als Neue Religiöse Bewegung eingestuft, die sich in den 1970er Jahren unter den Hippies auch in Europa ausbreitete. Ihr Hauptsitz befindet sich in Mayapur im indischen Bundesstaat Westbengalen.

## Historische Entwicklung

### 16. Jahrhundert: Entstehung der Krishna-Bewegung
Die Eroberung und Herrschaft Indiens durch islamische Reiche seit dem 12. Jahrhundert wirkte sich stark auf die hinduistische Gesellschaftsordnung aus. Religiöse Lehrer reagierten auf diese Entwicklung, so auch um 1500 Chaitanya aus Bengalen. Er erneuerte die Verehrung von Krishna als höchsten Gott durch eine Frömmigkeitsbewegung, die über Kasten- und Religionsgrenzen hinwegging und Menschen unterschiedlichster Herkunft einbezog. Wichtigstes Kennzeichen dieser Bewegung war das ekstatische Singen („Chanten“, „Sankirtan“) des Mantras Hare Krishna, Hare Krishna, Krishna Krishna, Hare Hare, Hare Rama, Hare Rama, Rama Rama, Hare Hare. Hare ist der Vokativ des Wortes „Harā“ – Gottes Energie, womit Krishnas Gefährtin Radha gemeint ist. Rama bedeutet wörtlich „Freude“ und bezeichnet den siebenten Avatar des Gottes Vishnu. Krishna ist eine hinduistische Gottheit und bedeutet unter anderem „der Allanziehende“. Laut dem Brhan-naradiya Purana gibt es im vierten Weltzeitalter des Streites und der Heuchelei (Kali-Yuga), in dem die Durchführung religiöser Rituale nicht mehr möglich ist, keinen besseren Weg zur Erlösung als das Singen dieses Mantras, dessen Schwingungen die Erde von der materiellen Befleckung reinigen und eine missionarische Wirkung entfalten sollen.
Bereits während seines Lebens erlangte Chaitanya unter seinen Anhängern göttlichen Status. Er wird von ihnen als gemeinsamer Avatar von Radha, Krishnas ewiger Gefährtin, und Krishna selbst betrachtet.

### 19. Jahrhundert: Reaktionen auf das Christentum
Im 19. Jahrhundert kam es zu einer Beeinflussung durch die anglikanischen Kolonialherren Britisch-Indiens auf einige hinduistische Strömungen. Als Reaktion auf das missionarisch auftretende, Exklusivität beanspruchende Christentum wurde versucht, die Bhagavad Gita als „Bibel des Hinduismus“ zu etablieren und eine Krishna-Religion zu schaffen, die auf Chaitanya als „Messias“ aufbaut und nach außen missionarisch auftritt. In seinem Aufsatz Das Bhagavata. Seine Philosophie, seine Ethik und seine Theologie bezeichnet Bhaktivinoda Thakura den Mystiker Chaitanya in Analogie zu Jesus Christus als „Heiland des Ostens“. Bhaktisiddhanta Saraswati, der Sohn des Bhaktivinoda Thakura, gründete den Orden Gaudiya Math (Orden der Gaudiya Vaishnavas). Zweck der Gründung war es, die Religion von Krishna „auf der ganzen Welt“ zu verbreiten. Da die meisten Hindus jedoch Indien als „heiliges Land“ ansehen und es deswegen in früheren Zeiten seltener verließen, blieb die Krishna/Chaitanya-Religion vorläufig auf Indien beschränkt.

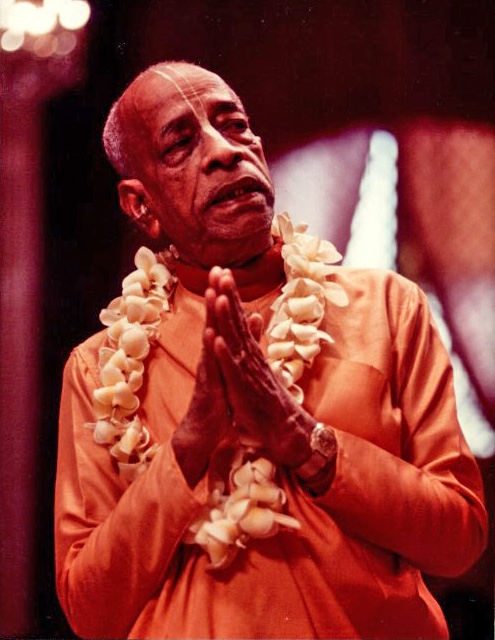
A. C. Bhaktivedanta Prabhupada

Der hinduistische Lehrer A. C. Bhaktivedanta Prabhupada begab sich 1965 in die Vereinigten Staaten von Amerika. Er reiste auf einem Frachtschiff mit nur geringem persönlichen Gepäck, aber drei großen Kisten seiner Schriften. Er gründete 1966 in New York die ISKCON unter Berufung auf Bhaktsiddhanta Saraswati Thakura und ging unter anderem auch nach Kalifornien, dem damaligen Zentrum der Aussteiger, Esoteriker und Hippies, wo seine Botschaft auf offene Ohren stieß. Die amerikanische Gesellschaft befand sich im Umbruch (Vietnamkrieg, Frauenrechte, Bürgerrechtsbewegung); das allgemeine Interesse an fernöstlichen Religionen war hoch. Die Lehren der ISKCON und ihr Auftreten in der Öffentlichkeit hatten großen Einfluss auf die Popkultur. So wurde das Hare-Krishna-Mantra Bestandteil in Texten von Pop-Songs (beispielsweise in Songs von George Harrison, Boy George und Stevie Wonder und im Musical Hair). Besonders stark war der Einfluss im Hardcore Punk und der Straight-Edge-Bewegung. Von Amerika aus verbreitete sich die ISKCON als Großstadt-Religion über die ganze Welt. 1969 wurde in Hamburg der erste deutsche Hare-Krishna-Tempel gegründet.
Nach dem Tod Prabhupadas 1977 wurden zunächst elf, dann weitere Nachfolger ernannt, die als Governing Body Commission die Bewegung leiteten. Einer von Prabhupadas Privatsekretären, Robert Campagnola, leitete nach Prabhupadas Tod den für Nord- und Osteuropa zuständigen Zweig des Bhaktivedanta Book Trust und war einer derjenigen, die diesen vom Hinterhofunternehmen zu einem bedeutenden Verlag ausbauten, mit dessen Hilfe die Ideen der Bewegung verbreitet wurden. Es spalteten sich auch Gruppen ab wie die Science of Identity Foundation.

## Struktur der ISKCON
Noch zu Lebzeiten setzte Prabhupada ein mehrköpfiges Gremium – die Governing Body Commission (GBC) – ein, das durch Mehrheitsbeschlüsse die wesentliche Ausrichtung und Strategien der ISKCON auf internationaler Ebene ausarbeitet. Dies geschieht in Zusammenarbeit mit den spirituellen Autoritäten (Gurus) und den regionalen Vertretern der ISKCON. Zudem diskutiert der GBC auf der Grundlage der Veden theologische Streitfragen und stellt die oberste Instanz in der Verwaltungsebene der ISKCON dar. Im Laufe der Jahre wurde nach mehreren Veränderungen eine weitläufige und heutzutage mit wachsender Tendenz eher dezentral organisierte Verwaltung für die ISKCON geschaffen, die der wachsenden Organisation eine Autoritätsstruktur verlieh.
Die Tempelgemeinschaften und die Gemeindemitglieder veranstalten Feste, wie das Ratha Yatra, das in vielen Städten auf der ganzen Welt zu verschiedenen Zeitpunkten gefeiert wird. Auch sind gelegentlich Gemeinde- und Ordensmitglieder bei Harinams zu sehen, die singen und Musikinstrumente spielen, mitunter durch Lautsprecher unterstützt; dabei sitzen sie entweder wie Straßenmusiker in Fußgängerzonen oder gehen an belebten Orten vorbei.
Allgemein ist festzustellen, dass die Mitgliederfluktuation bei ISKCON recht hoch ist. In Deutschland gibt es im 21. Jahrhundert wohl nicht mehr Anhänger als in den 1960er bzw. 1970er Jahren. Äußerlich betrachtet fallen sie aber auch nicht mehr so stark durch missionarische Aktivitäten und äußerliche Merkmale (indische Kleidung) auf. Die meisten sind berufstätig und passen sich den Forderungen ihrer Umgebung an.

## Lehre

### Basisglaube
- Nach der Grundüberzeugung vieler Anhänger des Vishnuismus steht das individuelle Selbst (Atman) zu Vishnu bzw. Krishna in einer Beziehung liebender Hingabe. Diese wird als Bhakti-Yoga bezeichnet.
- Nach den Lehren der von Chaitanya begründeten vishnuitischen Glaubensschule Gaudiya Vaishnava (zu der die ISKCON gehört) kann sich diese Haltung in fünf Formen (rasas) ausdrücken. Diese Formen sind: neutrale Haltung, Dienertum, Freundschaft, elterliche Fürsorge und eheliche Liebe.
- Der Atman findet zu seiner (noch nicht offenbarten) ursprünglichen Beziehung mit Krishna (svarupa), indem er dem Pfad eines reinen Geweihten Krishnas folgt und ihm in Ergebenheit dient. Zur rechten Zeit (bei entsprechender Qualifikation) offenbart Krishna dann, welche ursprüngliche Stellung die betreffende Seele hat.

Dieser Leitidee entsprechend werden die heiligen Schriften der Hindus interpretiert. Beispielsweise übersetzt Prabhupada in Bhagavad-gītā, wie sie ist das Sanskrit-Wort bhakti, welches „Hingabe“ bedeutet, als „hingebungsvoller Dienst“. Er verwendet ausdrücklich diese Übersetzung und nicht etwa das Wort „Liebe“, um damit einem Abirren in spekulative Interpretationen zu begegnen.
Aus der Sicht der Vaishnavas ist hingebungsvoller Dienst elementarer Bestandteil des Bhakti-Yoga. Im Srimad-Bhagavatam wird im siebten Kanto, Kapitel 5, Vers 23, erklärt:

„Über Sri Vishnus transzendentalen Heiligen Namen, über Seine Gestalt, über Seine Eigenschaften, über Seinen Besitz und über Seine Spiele zu hören und zu chanten, sich an sie zu erinnern, dem Herrn ehrerbietig mit sechzehn Arten von Zubehör Verehrung darzubringen, dem Herrn Gebete darzubringen, Sein Diener zu werden, den Herrn als seinen besten Freund zu betrachten und Ihm alles hinzugeben (mit anderen Worten, Ihm mit Körper, Geist und Worten zu dienen) – diese neun Vorgänge werden als reines hingebungsvolles Dienen anerkannt.“

Srila Prabhupada schreibt in seiner Erläuterung zu diesem Vers: „Wenn man sich einfach immer als ewiger Diener Krishnas betrachtet, kann man vollen Erfolg erreichen, selbst wenn man keinen anderen Vorgang des hingebungsvollen Dienstes praktiziert, denn schon allein dadurch, dass man sich als ewiger Diener Krishnas fühlt, kann man alle neun Vorgänge des hingebungsvollen Dienstes ausführen.“ Während „dasyam“ die Geisteshaltung eines Dienenden bezeichnet, steht „sevanam“ für all die glückverheißenden Dienste, die der Gottgeweihte aus Liebe Sri Krishna darbringt, um ihn zufriedenzustellen, denn der reine Gottgeweihte ist frei von selbstischen Motiven, und sein einziger Wunsch ist es, Sri Krishna zu erfreuen.
Zentrale Glaubensaussagen:
- Es gibt einen Gott. Dieser Gott ist persönlich und hat unendlich viele Namen und Erweiterungen. Sein vertrautester Name ist „Krishna“; in Chaitanya zeigt sich Krishna als vollkommener Diener Gottes.
- Die Lebewesen sind winzige Bestandteile Gottes. Ihre eigentliche Bestimmung ist es, ihre Liebe und individuelle Beziehung zu Gott wiederzuerwecken.
- Um dies zu erreichen, versuchen die Gläubigen, Krishna in der Meditation über den Klang seiner Namen zu begegnen.
- Damit diese Meditation ihre volle Kraft entfalten kann, wird empfohlen, bestimmte Reinheitsgebote zu befolgen, insbesondere: Enthaltung von Fleisch-, Fisch- und Eierkonsum, Drogen, Alkohol, Zigaretten, Kaffee und Tee, Glücksspiel und Sexualität (außer in der Ehe und ausschließlich zur Zeugung von Kindern).

### Religiöse Praxis

Mahamantra in Sanskrit

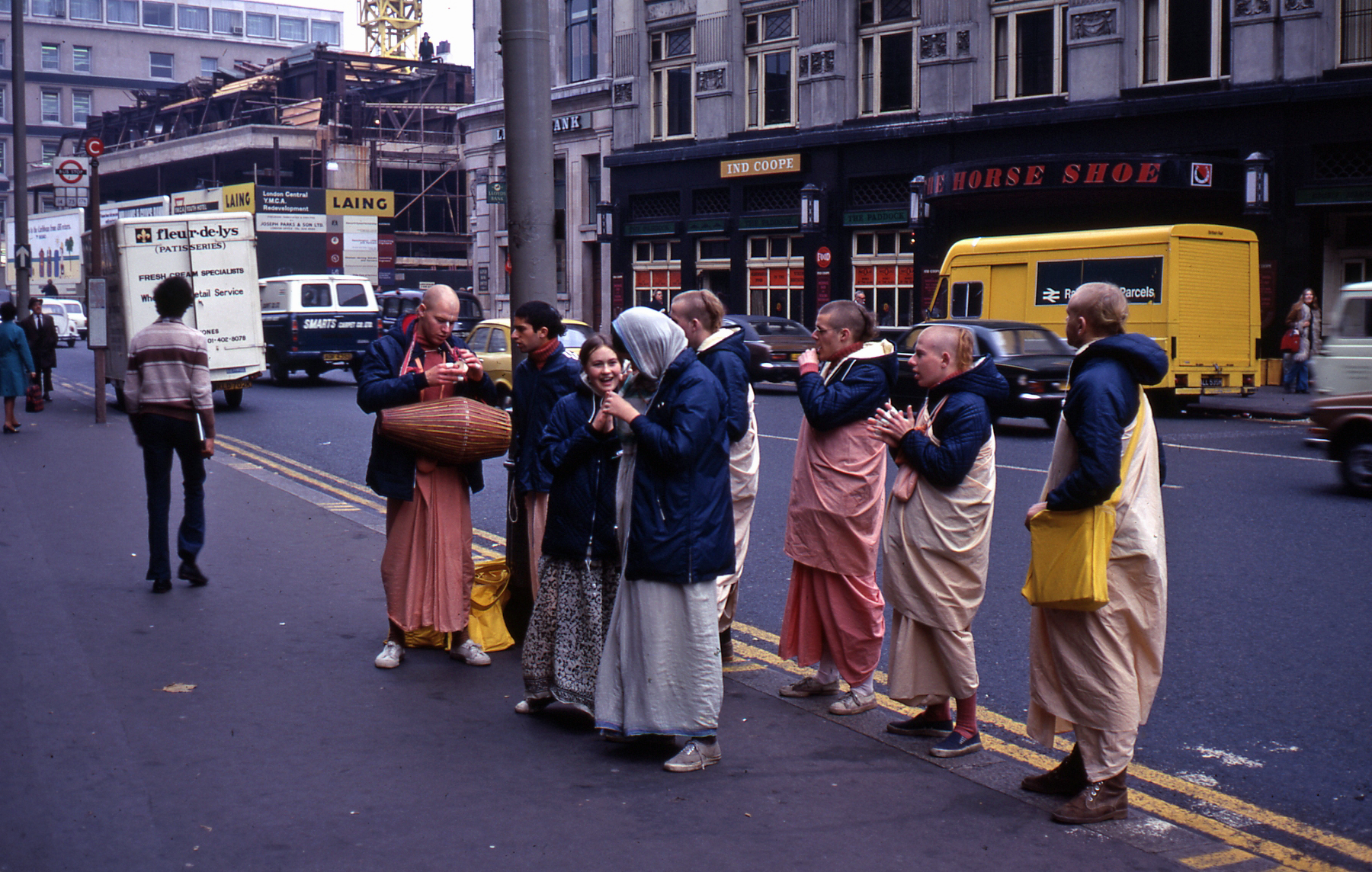
Hare-Krishna-Gruppe in London 1972

Hauptform des Gottesdienstes ist das gemeinsame Singen von Sanskrit-Mantras, hauptsächlich des Mahamantras:

„Hare Krishna, Hare Krishna,

Krishna Krishna, Hare Hare,

Hare Rama, Hare Rama,

Rama Rama, Hare Hare.“

Dieses Singen wird Chanten oder Sankirtan genannt. Vorgeschrieben sind täglich 16 Runden mit je 108 Wiederholungen. Zum Zählen der Wiederholungen hat jeder Gläubige eine Gebetskette (eine Mala), die zum Schutz in einem Säckchen steckt.
Der Sankirtan (gemeinsamer Kirtan) funktioniert nach dem Prinzip Ruf und Antwort, das heißt ein Vorsänger singt eine Phrase auf Sanskrit, welche anschließend vom Chor wiederholt wird. Der Sankirtan erfolgt zumeist unter Begleitung charakteristischer indischer Musikinstrumente wie Harmonium, Karatala (kleine Zimbeln) und Mridangam (eine längliche zweifellige Trommel, die sich die Musikanten umhängen können). Der Sankirtan wird mit einer Lobpreisung Chaitanyas und seiner Beigesellten eingeleitet, welche zumeist lautet: „Shri Krishna Chaitanya / Prabhu Nityananda / Shri Advaita / Gadadhara / Shri Vasadi / gaura-bhakta-vrinda“. Anschließend folgt meist das Mahamantra oder eine Lobpreisung Srila Prabhupadas („Prabhupad, Prabhupad, Prabhupad Jaya Jaya Prabhupad“). Es können (nach dem Prinzip „Ruf und Antwort“) auch Lieder gesungen werden, die mehr Worte umfassen. Diese Sanskrit-Lieder werden als Bhajans bezeichnet.
Der Sankirtan dauert im Schnitt 1½ bis 2 Stunden. Vor dem Sankirtan wird häufig ein Altar mit Lichtern, Blumen(kränzen), Räucherstäbchen und Ähnlichem geschmückt. Auf dem Altar stehen Bilder und Altargestalten (murtis), die verschiedene Formen Krishnas, beispielsweise Jagannatha oder einen Shaligram Shila, gegebenenfalls mit seiner Gefährtin Radha, darstellen. Ebenso sind dort Darstellungen von Avataren zu finden, wie Rama oder Narasimha, Chaitanya und seinen Beigesellten sowie von Prabhupada und der Linie der Gurus, aus der Prabhupada stammt. Die Bilder und Gestalten gelten als transzendental; das heißt, sie werden als lebendig angesehen.
Während des Sankirtan wird den Bildgestalten vorbereitetes vegetarisches Essen dargebracht. Das gottgeweihte Essen wird Prasadam genannt. Die von Gott angenommenen Speisen gelten als heilig. Der Verzehr der geheiligten Speisen führt zu einer Begegnung mit Krishna und befreit auch Ungläubige von allen Sünden.
Nach Beendigung des Sankirtan wird aus einem Werk Prabhupadas vorgelesen, etwa aus seinen Kommentaren der Bhagavad Gita (Bhagavad-gītā, wie sie ist) und des Bhagavatam. Der Vers wird vom Sprecher kommentiert, und es besteht die Möglichkeit, Fragen zu stellen. Nach der Predigt folgt mitunter noch ein kleiner Gesang oder eine Puja, anschließend die Verteilung der Opferspeisen an die Teilnehmer.
Eine wichtige Form des Gottesdienstes ist die Verteilung von Büchern und Zeitschriften, da diese Form der Mission als effektiv gilt. Bücher mögen heute nicht gelesen werden, jedoch werden sie im Allgemeinen nicht weggeworfen. Auf diese Weise können Bücher zu jedem beliebigen Zeitpunkt an ihrem Ort ihre Wirkung entfalten.

### Religiöse Regeln
In ISKCON gibt es verschiedene Möglichkeiten der Mitwirkung. Im Wesentlichen wird zwischen Ordensmitgliedern und Gemeindemitgliedern unterschieden. Ordensmitglieder geloben bei einer Einweihungszeremonie, einem spirituellen Mindeststandard zu folgen, während Gemeindemitglieder nach den Möglichkeiten und individuellen Neigungen ihren Lebensstil nach Empfehlungen der Tradition ausrichten und ISKCON nach Kräften unterstützen. Das Ordensleben beschränkt sich nicht auf das Leben in den klosterähnlichen Tempelhausgemeinschaften, sondern kann auch in den eigenen vier Wänden (meist mit Familie) praktiziert werden. Es gibt also auch viele verheiratete Ordensmitglieder, diese werden Grihasthas genannt. Neben in ISKCON-Tempeln lebenden Brahmacharis gibt es dort auch Mönche, die nach einem strengen Prüfungsverfahren und während einer weiteren Einweihungszeremonie die lebenslange Ehelosigkeit gelobt haben (Sannyasis).
Im Wesentlichen geloben Ordensmitglieder, sich an folgende Regeln zu halten:
- 1728-maliges Chanten des Hare-Krishna-Maha-Mantras täglich (16 Runden auf der traditionellen Gebetskette mit 108 Perlen), möglichst in den Morgenstunden,
- Beschränkung auf gespendete vegetarische Nahrung,
- Verzicht auf Rauschmittel (inkl. Alkohol, Nikotin, Koffein, anregendem Tee und Schokolade). Andererseits soll Krishna selbst Betel gekaut haben.[12]
- Verzicht auf Geschlechtsverkehr außer zur ehelichen Zeugung von Kindern, die krishna-bewusst erzogen werden sowie
- Verzicht auf Kapitalspekulation und Glücksspiel.

Im Wesentlichen wird darauf geachtet, dass die Ernährung möglichst den Lehren des Ayurveda entspricht. Ordensmitglieder sollen ihre Zeit möglichst für den Ordensdienst verwenden und auf Tätigkeiten und Dinge verzichten, die als dem Yoga-Prozess entgegenstehend gelten.
Bei der Einweihung erhalten die Ordensmitglieder der spirituellen Tradition entsprechende Ordensnamen. Einweihungsanwärter tragen vor ihrem Vornamen die Bezeichnung Bhakta (für männliche Anwärter) bzw. Bhaktin (für weibliche Anwärter). Bhakta bedeutet so viel wie „hingegebener Diener“.
Gemeindemitglieder (die weitaus meisten Mitglieder der ISKCON, ca. 90 %) leben die Tradition auf individuelle Weise.
Bis in die 1980er Jahre vertrat die ISKCON eine eher konservative Einstellung gegenüber Frauen, Kindern und Familie. Von Frauen wurde eine häusliche Rolle erwartet. Ehen wurden arrangiert. Zuneigung und zärtlicher Umgang im Allgemeinen wurden als Zeichen von „Anhaftung an die materielle Welt“ betrachtet. Durch das Aufbegehren ehemaliger Gurukula-Schüler haben diesbezüglich seit den 1990er Jahren in der Gemeinschaft Reformbestrebungen begonnen und viele davon sind inzwischen umgesetzt worden.
Beachtet werden spezifische Fastentage und Feiertage des Hinduismus vishnuitischer Prägung. Gefastet wird insbesondere am elften Tage nach Vollmond und am elften Tage nach Neumond (Ekadashi-Tage). Gefeiert werden insbesondere der Geburtstag Chaitanyas (Gaura Purnima) im März, der Geburtstag Krishnas (Janmashtami) Ende August/Anfang September und der Geburtstag Prabhupadas (1. September 1896). Am bekanntesten ist ISKCON in der Öffentlichkeit durch Kirtan-Tanzparaden, insbesondere durch die Ratha-Yatra-Tanzparade nach dem Vorbild des jährlichen Ratha Yatra in der indischen Stadt Puri im Bundesstaat Odisha.

### Kontroverse um die Auswirkungen wiederholter Mantra-Gesänge
Bezüglich des langandauernden Wiederholens des Mantras merken Kritiker an, dass es, wie viele Formen der monotonen Wiederholung, eine bewusstseinsverändernde Wirkung haben könne. Hierbei werde ähnlich wie bei der Vorbereitung einer Hypnose durch monotone Wiederholung der „wache Teil“ des Bewusstseins „eingeschläfert“ und ein psychedelischer Zustand herbeigeführt. Meditation könne im Einzelfall missbraucht werden, um Informationen direkt ins Unterbewusstsein zu vermitteln und hierdurch evtl. Bewusstseinskontrolle auszuüben (vgl. Suggestion). Solche Thesen tauchten hauptsächlich in den 1970er Jahren in den USA auf, wo neu entstandene religiöse Bewegungen von Anhängern des Deprogramming öffentlich bekämpft wurden; viele Wissenschaftler und Gelehrte äußerten jedoch immer wieder starke Zweifel und Kritik an den kontroversen Behauptungen und Handlungen der Deprogrammer.
In diesem Zusammenhang sprachen sich viele Religionswissenschaftler für die ISKCON aus und verteidigten sie zum einen gegen die Anschuldigungen der Gehirnwäsche und äußerten zum anderen, dass es sich bei der ISKCON um einen Vertreter einer alten religiösen Tradition handele.
Nach einem Artikel des Stern (Sept. 2006) deuten neuere wissenschaftliche Untersuchungen und klinische Tests darauf hin, dass sich Mantra-Meditation über längere Zeiträume verbessernd und stressmildernd auf einzelne Gehirnfunktionen auswirkt.

## Einrichtungen der ISKCON

### Landwirtschaftliche Projekte
Die ISKCON betreibt mehrere ökologische Bauernhofprojekte auf der ganzen Welt. In Deutschland gibt es eine solche Gemeinschaft im bayerischen Jandelsbrunn seit 1982 mit dem einzigen Narasimha-Tempel Europas. Besonderes Augenmerk liegt dabei auf dem Schutz der Kuh, wie er auch in den heiligen Schriften des Hinduismus gefordert wird. Anders als in der konventionellen Nutztierlandwirtschaft werden Mutterkuh und Kalb nicht voneinander getrennt; Kühe bzw. Bullen werden auch bei Krankheit und hohem Alter nicht getötet. Diese Bemühungen werden in den USA beispielsweise durch die International Society for Cow Protection vorangetrieben, die nach eigener Aussage eine Alternative zur herkömmlichen Landwirtschaft aufzeigen will.
In Großbritannien kam es im Dezember 2007 zu einem in den Medien Aufsehen erregenden Vorfall: Die britische Tierschutzorganisation RSPCA verabreichte der auf einer ISKCON-Farm gepflegten Kuh Gangotri eine tödliche Injektion, ohne die Farmbetreiber im Voraus, wie zuvor vereinbart, darüber zu informieren.

### Zusammenarbeit mit Bildungseinrichtungen
Neben Predigeraktivitäten an Schulen und Universitäten arbeitet die ISKCON mit verschiedenen Hochschulen zusammen. So gibt es einige Vertreter der Organisation, die an Hochschulen als Dozenten tätig sind, beispielsweise am Oxford Centre for Hindu Studies oder an der Chinese University of Hong Kong.
Die University of Wales, Lampeter bietet zusammen mit der ISKCON den Studiengang Vaishnava Theology an; die Ausbildung erfolgt am Bhaktivedanta College, einer Einrichtung der Organisation in den Ardennen in Belgien.
Die ISKCON selbst betreibt, teilweise mit staatlicher Unterstützung, in verschiedenen Teilen der Welt Grundschulen und weiterführende Schulen.
Darüber hinaus ist die Etablierung von Großbritanniens erster staatlich finanzierter Hindu-Schule unter Führung der ISKCON verwirklicht; diese wurde im September 2008 in London eröffnet.
Einige Anhänger der ISKCON mit akademischen Abschlüssen gründeten noch zu Lebzeiten des Gründers das Bhaktivedanta Institute in San Francisco und Mumbai. Hier handelt es sich um eine Vereinigung von Wissenschaftlern, die das Konzept der vedischen Schöpfungslehre auf der Grundlage von Intelligent Design in der Wissenschaft vertreten.
Beachtung fand das Bhaktivedanta Institute durch zwei internationale Symposien zum Thema Vereinbarkeit von Religion und Wissenschaft, an denen mehrere Nobelpreisträger und auch der Dalai Lama teilnahmen und für eine Reihe von Veröffentlichungen zum Unterschied zwischen Materie und Bewusstsein, z. B. Mechanistic and non-mechanistic Science von Thompson und den Bestseller Forbidden Archeology von Michael Cremo.
Im Jahr 1997 führte das Bhaktivedanta Institute in Zusammenarbeit mit dem Birla Institute of Technology and Science, Pilani, einer technischen Hochschule in Indien, den ersten und bis jetzt einzigen vollwertigen Masterstudiengang für Bewusstseinsstudien ein.
Der Leiter des Bhaktivedanta Institute, Svarupa Damodar Singh, wurde 2005 bei einem Bombenanschlag im Bundesstaat Manipur verletzt und verstarb einige Monate später. Posthum wurde Singh von allen politischen Parteien und größeren sozialen Institutionen Manipurs für seine außerordentlichen Bemühungen um Frieden geehrt.

### ISKCON in Indien
ISKCON ist in Indien an verschiedenen wohltätigen Projekten beteiligt, dazu zählen die kostenlose Ausgabe von Prasadam in Gefängnissen und Schulen, medizinische Unterstützung für Opfer von Naturkatastrophen und die kostenlose Verteilung von Kleidung an bedürftige Kinder.
Aufgrund der von ihr verkündigten sehr spezifischen religiösen Lehre (Gaudiya Vaishnava) hat die Organisation in der religiösen Landschaft des Westens als auch innerhalb der Glaubensrichtungen des Hinduismus in Indien eine vermittelnde Rolle inne. Durch ihre weltweite Verbreitung hat sie sich zu einer bedeutenden Anlaufstelle für Auslands-Inder hinduistischen Glaubens entwickelt.

### Europa
In Zürich betreibt die ISKCON einen Hare-Krishna-Tempel. Weitere Zentren befinden sich im deutschsprachigen Raum etwa in München, Hamburg, Basel und Wien. Die ISKCON ist zudem auch in vielen anderen Ländern Europas vertreten, insbesondere in Großbritannien, Italien und Schweden.
In Berlin betreibt sie im Ortsteil Weißensee den Jagannatha-Tempel (siehe dazu zweites Bild von oben).

## Kritik
Die Bewegung wuchs nach ihrer Gründung durch den Zulauf meist jugendlicher Anhänger aus der Aussteiger- und Hippie-trail-Szene der 1960er und 1970er Jahre rasant an. Sie wurde alsbald kritisiert und galt Sektenbeauftragten in den 1980er Jahren als Jugendsekte, die ihre Anhänger in den Tempeln von der Gesellschaft isoliere, indem sie den Kontaktabbruch zu Ungläubigen propagiere. Des Weiteren würden die Anhänger mit Hilfe von Dauerbeschäftigung der Gehirnwäsche unterzogen. Nach Auffassung der Bewegung habe jedoch nach dem Tod des Gründers seit Mitte der 1980er Jahre daraufhin eine selbstkritische Betrachtung eingesetzt, während derer die Geschichte aufgearbeitet worden sei. In den 1990er Jahren beschäftigte sich die ISKCON kritisch mit dem internen Schulwesen, der Stellung der spirituellen Meister zu A. C. Bhaktivedanta Swami Prabhupada und – durch die zunehmende Verlagerung der Anhängerschaft in Gemeinden außerhalb der Tempel – mit der Haltung gegenüber der Öffentlichkeit. Die ISKCON versteht sich inzwischen als etablierte hinduistische Gemeinschaft und versucht, sich im interreligiösen Dialog zu etablieren. Trotzdem gibt es nach wie vor kritische Beobachter, die der Organisation u. a. vorwerfen, sie bediene sich der organisierten Kriminalität, um ihre Finanzen aufzubessern.
Über die aggressive Bettelei der Organisation berichtete das deutsche Magazin Stern am 8. Dezember 1977: „Bettelmönche. Überall in Deutschland waren sie zu finden: kahlgeschorene junge Männer und Frauen in betttuchartigen Gewändern, die unablässig ‚Hare Krischna‘ sangen und Passanten um Spenden anbettelten. Ein gutgeschulter Hare-Krischna-Mönch kam so, etwa am Strand von Sylt, auf Tageseinnahmen bis zu 1000 Mark, die Sekte nahm monatlich bis zu einer Million ein.“ Am 15. Dezember 1974 durchsuchten Kriminalbeamte die Ordensburg Schloss Rettershof im Taunus und stellten insgesamt über 700.000 Mark sicher. 72 Mönche wurden abgeführt (STERN Nr. 1/1975: Bettelmönche mit Ballermann). Letztendlich standen 14 von ihnen in Frankfurt vor Gericht: Nach Ermittlungen der Staatsanwaltschaft sollen sie 'durch Sammlungen ohne behördliche Erlaubnis' 2,4 Millionen Mark illegal eingenommen haben.
In den 1970er bis 1980er Jahren kam es in Indien und in den USA zu Kindesmisshandlungen und Kindesmissbrauch in Internaten der Bewegung. Eltern fiel der Missbrauch möglicherweise nicht auf, weil damals Kinder bereits im Alter von vier Jahren in den Internaten lebten und teilweise nur selten von den Eltern besucht wurden. Die Auflösung der Eltern-Kind-Bindung war beabsichtigt. 1997 richtete die ISKCON ein Kinderschutzbüro (Child Protection Office) in Alachua (Florida) ein, um Missbrauchsfälle aufzuarbeiten, Missbrauch zu verhindern und mit den Behörden zusammenzuarbeiten.

## Audios
- Corona-Proteste Krishna und die Krise, 11.19 Minuten Audio, von Christian Röther, Deutschlandfunk, Religionssendung Tag für Tag, 14. September 2020